# Lago Gelt
Il lago Gelt si trova in alta valle Seriana (provincia di Bergamo), nella conca ai piedi delle Cime di Caronella e del Pizzo del Diavolo della Malgina.
Situato a quota 2.562 m s.l.m., il lago è generalmente ghiacciato da ottobre/novembre fino a giugno, ed è relativamente poco profondo.

## Raggiungere il lago
Per raggiungerlo si parte da Valbondione, si prende per il rifugio Curò e si costeggia il Lago del Barbellino in direzione del Lago del Barbellino Naturale. Si prosegue per il sentiero fino alla deviazione che si diparte a sinistra (nord) verso il Lago della Malgina e il Pizzo del Diavolo della Malgina. Arrivati al Lago della Malgina si prosegue verso destra (est) e poi ancora a destra lungo il sentiero più alto che punta verso la cresta. Si procede quindi in quota tra massi levigati dall'erosione dei ghiacciai fino a raggiungere il lago.
Da qui vi è la possibilità di raggiungere la soprastante Bocchetta del Gelt (2.727 m), proseguire verso il Passo di Caronella (2.612 m), e quindi discendere verso il Rifugio Barbellino.

## Galleria d'immagini

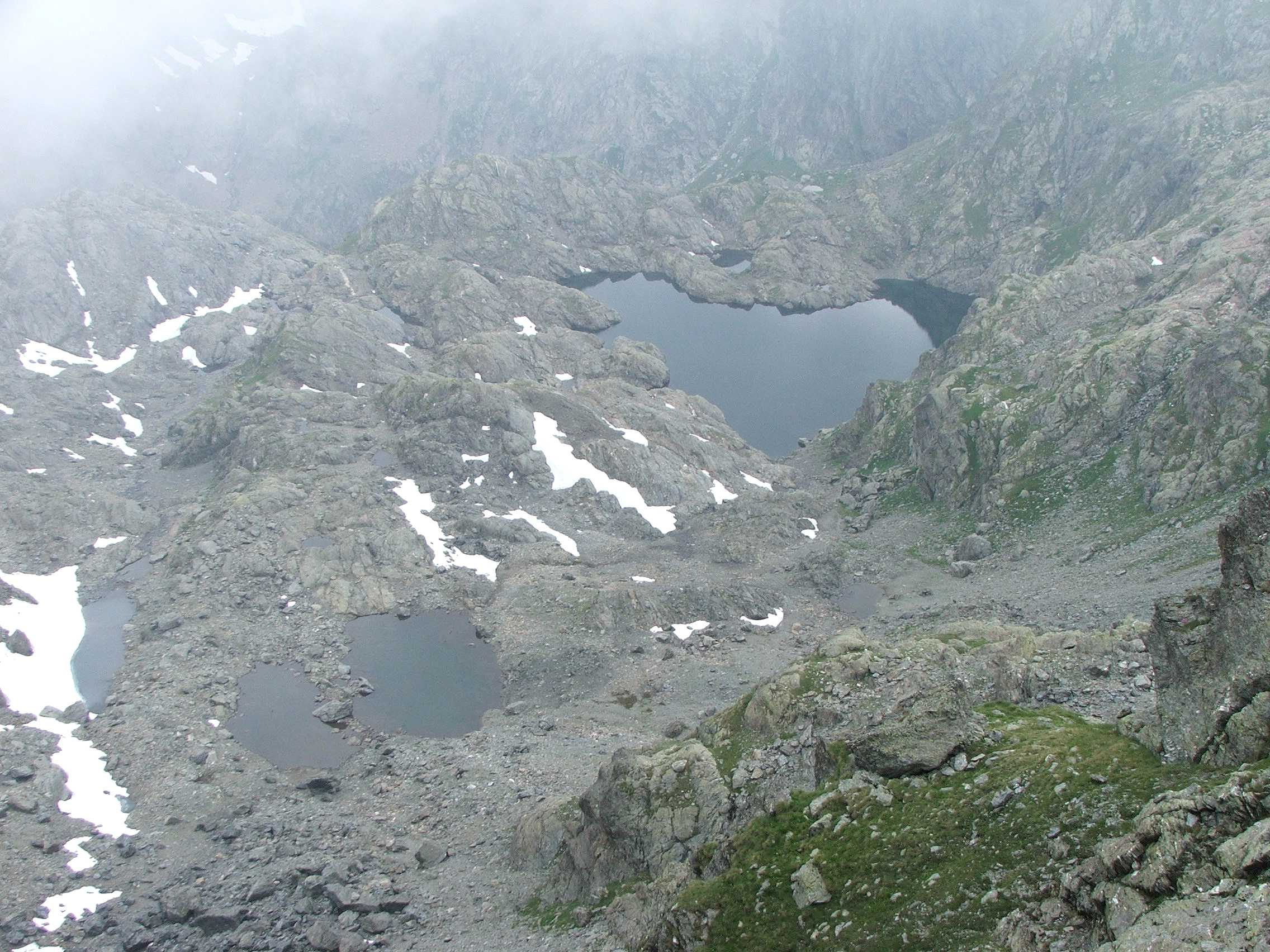
Il lago gelt visto dalla Bocchetta del Gelt
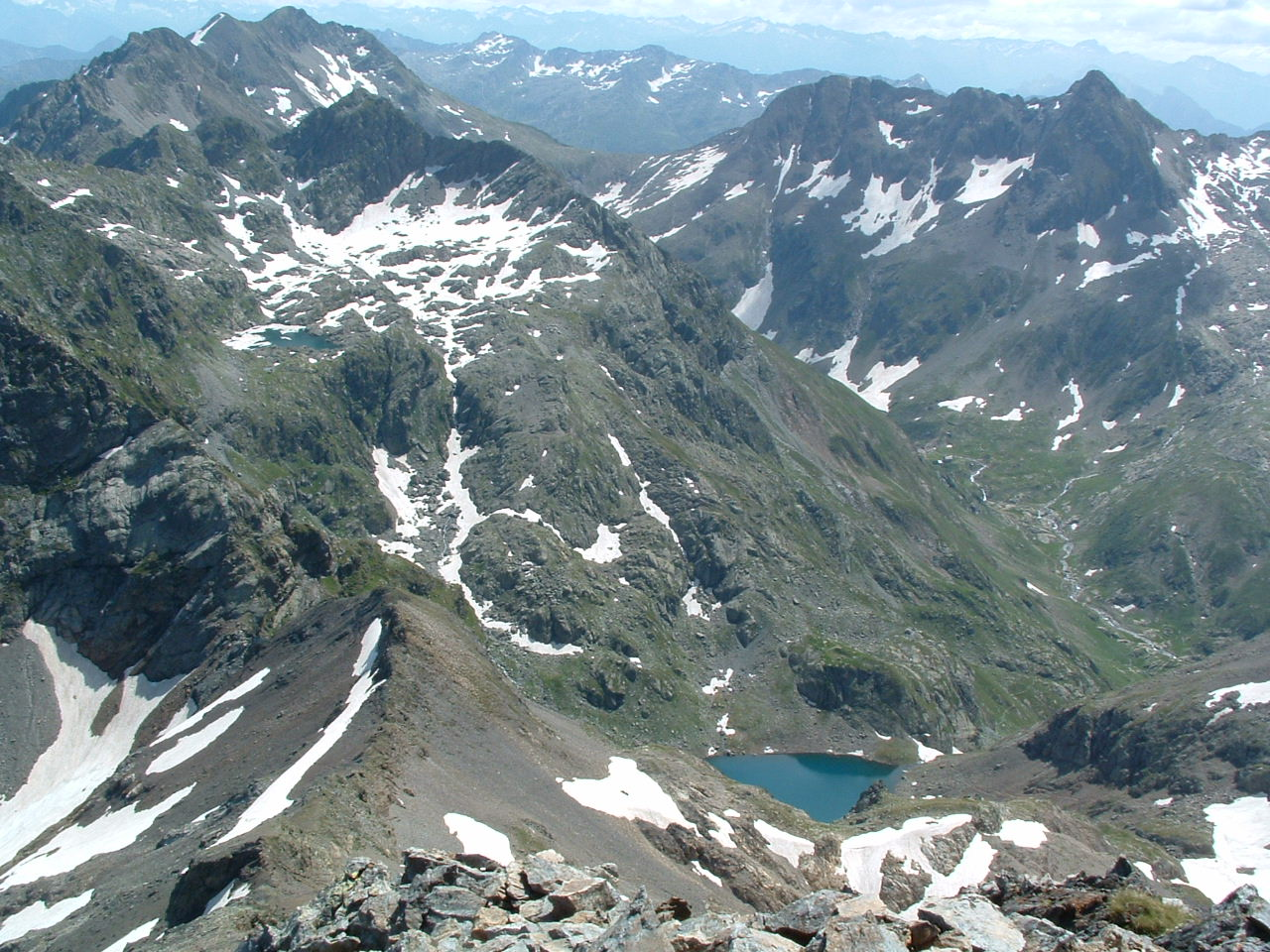
Vista dal Pizzo del Diavolo della Malgina del Lago della Malgina (in basso) e del Lago Gelt (in alto).